# Катька и Шиз
«Катька и Шиз» — российский фильм, криминальная мелодрама, снятая Тиграном Кеосаяном в 1992 году, его дебютная режиссёрская работа.

## Сюжет
Развитие сюжета фильма начинается с похищения героя из психиатрической клиники. Сам сюжет основывается на похищении картины ван Дейка путём подмены подлинника на копию молодым реставратором; в дальнейшем герой сбывает её за очень крупную сумму. Дабы спастись как от обманутого покупателя, так и от следствия, юный реставратор притворился сумасшедшим… Отдельной строкой проходит любовная линия фильма.

## В ролях
| Актёр                | Роль                |
| -------------------- | ------------------- |
| Денис Карасёв        | Шиз (Олег Седицкий) |
| Елена Шевченко       | Катька              |
| Армен Джигарханян    | Игнатьев            |
| Отар Мегвинетухуцеси | Ираклий             |
| Георгий Дрозд        | Солист              |
| Ирина Метлицкая      | Светлана Петровна   |
| Сергей Чонишвили     | Юрка                |
| Юрий Васильев        | Архипов             |
| Иван Уфимцев         | доктор              |

## Награды
- Приз «Золотой Витязь» (в категории студенческих работ) МКФ «Золотой Витязь» (Нови-Сад—93, Югославия)[1].

## Восприятие
Эльга Лындина посчитала фильм Кеосаяна слабым и прямолинейным. По её мнению, «Это весёленькое кино с героями начала 90-х со смешными гангстерчиками: забавными погонями, весёленькими перестрелками, но не дотягивающее до настоящей комедии».